# 2404 Antarctica
2404 Antarctica је астероид главног астероидног појаса чија средња удаљеност од Сунца износи 3,123 астрономских јединица (АЈ).
Апсолутна магнитуда астероида је 11,4.